# Cultura de Seima-Turbino
La Cultura de Seima-Turbino correspon a un grup de jaciments funeraris que tenen objectes de bronze semblants, datats del voltant del 2300 abans de la nostra era al 1700 ae, descobert al nord d'Euràsia, des de Finlàndia fins a Mongòlia. Aquestes restes indiquen un origen cultural comú, centrat en una tècnica de treball del bronze avançada per a l'època, i demostren un fenomen de difusió la rapidesa del qual no deixa de sorprendre els arqueòlegs.

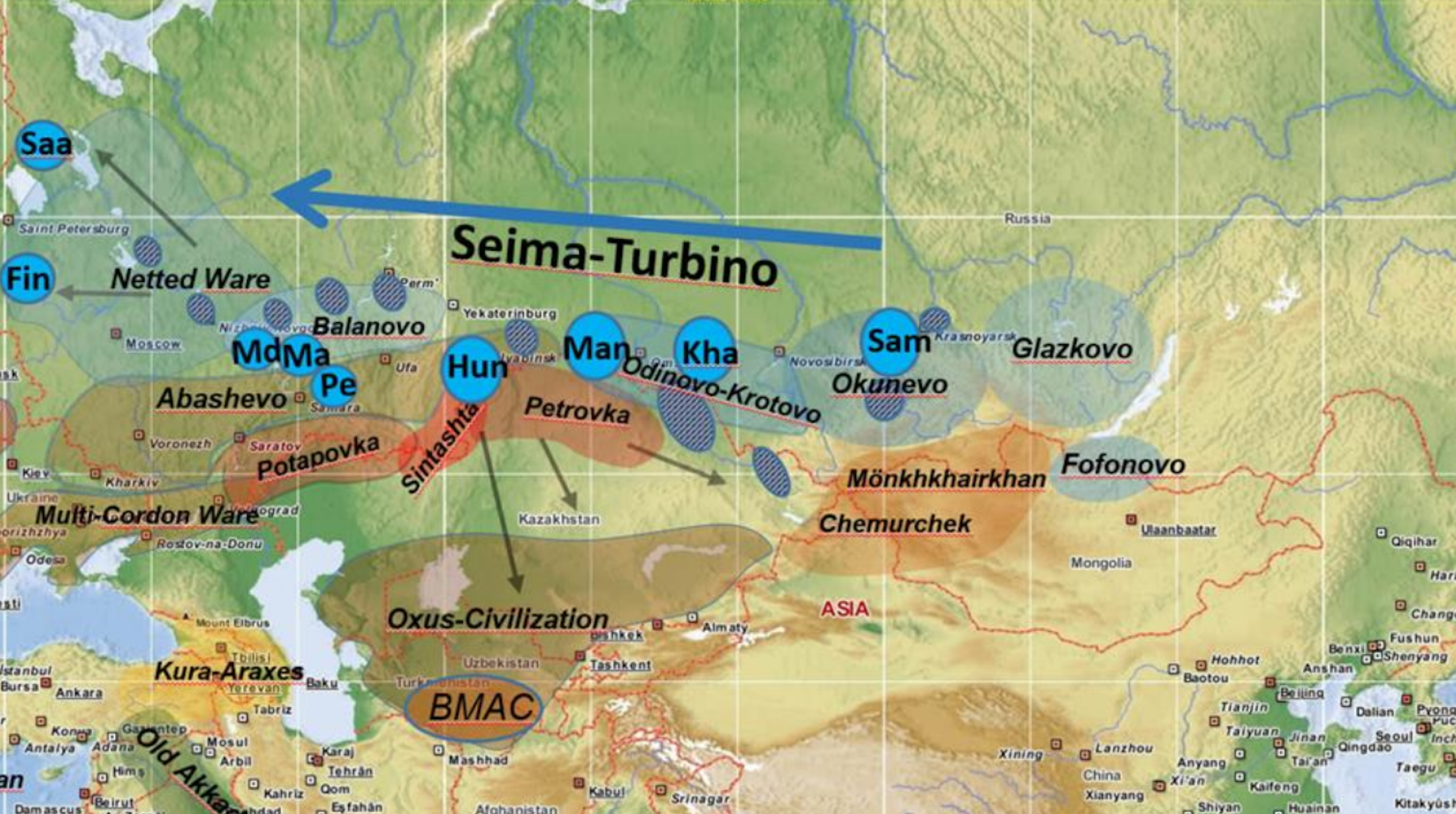
Expansió cap a l'oest de la Cultura de Seima-Turbino a l'inici de l'edat del bronze (c. 1700 ae)

## Història
El nom d'aquesta cultura prové de la necròpoli de Seima (Sejma), a la confluència dels rius Okà i Volga, estudiada per primera vegada al voltant del 1914; i de la necròpoli de Turbino a Perm, excavada per primera volta el 1924, a la Rússia europea.

## Descripció
Els soldats soterrats a les tombes de Seima-Turbino són guerrers nòmades que es desplaçaven a cavall o amb carros de dues rodes.
Les restes de bronze són fetes amb estany de les muntanyes d'Altai. Es distingeixen per l'ús de tècniques avançades, com ara la fosa a la cera perduda, i presenten un alt grau de personalització artística.

## Anàlisi
Les muntanyes de l'Altai, al sud de Sibèria i a l'oest de Mongòlia, podrien ser un dels llocs d'origen d'aquesta cultura abans que s'expandís cap a l'oest. Entre les troballes hi havia puntes de llança de ganxo, ganivets d'un sol tall i destrals de soquet.

## Genètica
Els perfils genètics derivats de l'ADN autosòmic dels individus estudiats associats a la Cultura de Seima-Turbino varien considerablement, des d'una ascendència que s'acosta als individus del Neolític final i el bronze antic de Sibèria Oriental, fins a la del bronze mitjà de l'Estepa Pòntica. L'heterogeneïtat genètica observada és coherent amb la comprensió actual de la xarxa metal·lúrgica de Seima-Turbino com una expansió que va absorbir els grups humans trobats al llarg del seu camí. Les dades, però, destaquen en molts individus fòssils un antic component genètic siberià que es troba en el seu ADN-Y, compartit hui per les poblacions de parla uràlica.
La paleogenètica mostra una ascendència genètica patrilineal aparentment provinent de Sakhà, durant el Neolític superior i començament de l'edat del bronze, fortament associada amb els parlants uràlics actuals. S'estengué des d'un origen siberià oriental cap al 2500 ae. Es caracteritza per l'haplogrup N del cromosoma Y i els seus subclades, que es produeixen amb alta freqüència entre els parlants uràlics actuals a la Rússia europea i a la Sibèria occidental.
El conjunt de tècniques avançades de treball del metall del bronze associades a la Cultura de Seima-Turbino es va estendre aviat per una vasta regió del nord d'Euràsia al voltant del 2000 ae. Els resultats dels estudis genètics recolzen la teoria que els primers parlants uràlics foren els autors de l'expansió de les tradicions metal·lúrgiques de Seima-Turbino.